# 名古屋市営地下鉄名城線
名城線（めいじょうせん）は、愛知県名古屋市東区の大曽根駅から、同市中区の栄駅、金山駅、同市瑞穂区の新瑞橋駅、同市千種区の名古屋大学駅を経て、大曽根駅までを環状に結ぶ、名古屋市営地下鉄の路線である。
2号線名城線及び名港線の一部（大曽根駅 - 栄駅 - 名古屋港駅間のうち大曽根駅 - 栄駅 - 金山駅間）と、4号線名城線（大曽根駅 - 名古屋大学駅 - 金山駅間）から構成される。ラインカラーは紫（藤色 ■）で、名城線で使用されていた1000形のウインザーイエローの車体に補色である紫色の線が巻かれていたことに由来する。駅ナンバリングで用いられる路線記号はM。日本国内初の地下鉄環状路線である。
なお、路線としては上記の通り大曽根駅から左回り基準であるが、列車番号はナゴヤドーム前矢田駅から両回り同等、駅番号は金山駅から右回り基準で付されている。
すべての駅でmanaca（2011年2月11日に導入）などの交通系ICカード全国相互利用サービス対応カードが使用できる。

## 概要
1965年に栄町駅（現在の栄駅） - 市役所駅（現在の名古屋城駅）間が2号線として開業。2004年10月6日に4号線名古屋大学駅から八事駅を経て新瑞橋駅までが開業したことで、大曽根駅 - 名古屋大学駅 - 金山駅間が全通し、2号線大曽根駅 - 栄駅 - 金山駅間とあわせて名古屋市営地下鉄初の環状線が完成、日本初の地下鉄環状運転が開始された。環状線の完成に伴い、環状部の愛称を「名城線」、放射部（枝線）となる2号線金山駅 - 名古屋港駅間の愛称を「名港線」とした。「名城線」は名古屋城の近くを通る路線であること、「名港線」は名古屋港へ向かう路線であることに因む。環状運転の実施以前は大曽根駅 - 金山駅 - 名古屋港駅間を「名城線」と呼び、それ以外の区間を「4号線」と表記していた。
最古の区間である栄駅 - 名古屋城駅間は1965年の開業であるのに対して、最新の区間である名古屋大学駅 - 新瑞橋駅間は2004年の開業であり、開業年にはおよそ40年もの差がある。この区間は一部が民有地の下を通っているため、地権者から建設差し止めや、土地収用の事業認定・収用裁決取り消しを求める裁判を起こされたことから開業が遅れた。1970年代までに開業した新瑞橋駅 - 金山駅 - 栄駅 - 大曽根駅間にある駅は、地上から比較的浅いところにある駅があり、2000年代に開業したナゴヤドーム前矢田駅 - 本山駅 - 瑞穂運動場東駅間にある駅は地上から比較的深くにある。2003年以降に開業した砂田橋駅 - 名古屋大学駅 - 新瑞橋駅間のトンネルは単線シールドまたは複心円シールドが使われている。既存の区間も一部単線シールドが使われている。他線との乗換駅では東山線を除いて名城線が上を通っている。八事駅も例外ではなく、1977年に鶴舞線が開業した時点で名城線のホームを造れるよう予め空間を造った上で通している。
全長は26.4 kmで、JR西日本の大阪環状線 (21.7 km) より長く、東京の都営地下鉄大江戸線の環状部 (27.8 km)、JR東日本の山手線 (34.5 km) より短い。
日本の環状地下鉄としては大江戸線に次ぐものであるが、大江戸線の環状部は都庁前駅で、光が丘駅への放射部に通じる線形となっていることからスイッチバック型の配線（全体の線形は放射部を含めればラケット型）となっており、路線自体が完全なる環状線で、環状運転を行う地下鉄としては名城線が日本で初、かつ唯一の路線である。また、世界的にもロンドン地下鉄サークル線、グラスゴー地下鉄、モスクワ地下鉄環状線、マドリード地下鉄6号線、ソウル交通公社2号線、北京地下鉄2号線に次いで7番目で、一周の距離ではモスクワ地下鉄大環状線、北京地下鉄10号線、ソウル交通公社2号線に次いで世界第4位の長さである。
名古屋市営地下鉄の中では名港線・桜通線・東山線とともに、路線が名古屋市内に収まっており、営業運転で車両が名古屋市外に出ない路線である。また、直通する名港線を含めて、全線が名古屋環状2号線の内側に収まっている。そして、名港線・桜通線・上飯田線とともに営業線が全て地下にある路線である（名港線は名港工場が地上にある。環状化前は名城工場が地上に存在した）。環状化されてからは多くの区を通過するようになったが、守山区、名東区、緑区、南区、中村区、西区は通らない（北東から時計回りに。中川区と港区は名港線のみ通る。天白区は通過するのみで、駅はない）。環状運転開始により、名古屋市東部および南部に延びる他の路線のバイパスとなったことで、東山線藤が丘方面から鶴舞線赤池・名鉄豊田市方面ならびに桜通線徳重方面への乗車時間が大幅に短縮されている。
同じく都心部で環状運転を行っている山手線や大阪環状線との相違点は、運転方向を「右回り」・「左回り」と呼んでいること、JRや大手私鉄との接続駅が金山駅と大曽根駅のみであること（栄駅、名古屋城駅、新瑞橋駅、妙音通駅、堀田駅、熱田神宮伝馬町駅は名鉄の駅の近くにある。熱田神宮西駅はJRの駅の近くにある）、他路線のバイパスとして機能していること、都心部ないし副都心と郊外とを結んでいることである。さらに沿線には、愛知県体育館（ドルフィンズアリーナ）、ナゴヤドーム（バンテリンドーム ナゴヤ）、名古屋市瑞穂公園（パロマ瑞穂スポーツパーク、瑞穂陸上競技場・瑞穂球場ほか）といったスポーツ施設があるので、これらの施設へのアクセス利便性が向上している。
2005年10月6日より、従来の接近チャイムに代わり、試験的に接近メロディが名港線とともに全駅において導入された。東日本旅客鉄道（JR東日本）の首都圏の駅で使われている櫻井音楽工房の発車メロディ（曲名は名城線左回りが「すすきの高原」、右回りが「あざみ野」、名港線名古屋港方面が「twilight」、金山方面が「光と風と」）が使われていたが、2007年3月19日からは、オリジナルの物に変更されており、現在使用している接近メロディは名城線の左回りが「ランディング」、右回りが「サークル・ポイント」、名港線の名古屋港方面が「ハッピータイム」、金山方面が「海」という曲である。
金山駅・八事駅・本山駅・栄駅を除く各駅のホーム番号は左回りが1番線で、右回りが2番線である。
2020年6月から、順次各駅に可動式ホーム柵を設置しており、2021年3月までに全駅に設置が完了した。
2021年7月1日からナゴヤドーム前矢田駅 - 本山駅 - 金山駅間でワンマン運転が開始され、金山駅 - 栄駅 - ナゴヤドーム前矢田駅間は従来通り車掌が乗務していた。2022年7月1日からは全区間でワンマン運転が開始されている。
2023年1月4日、市役所駅・伝馬町駅・神宮西駅をそれぞれ、名古屋城駅・熱田神宮伝馬町駅・熱田神宮西駅に改称した。

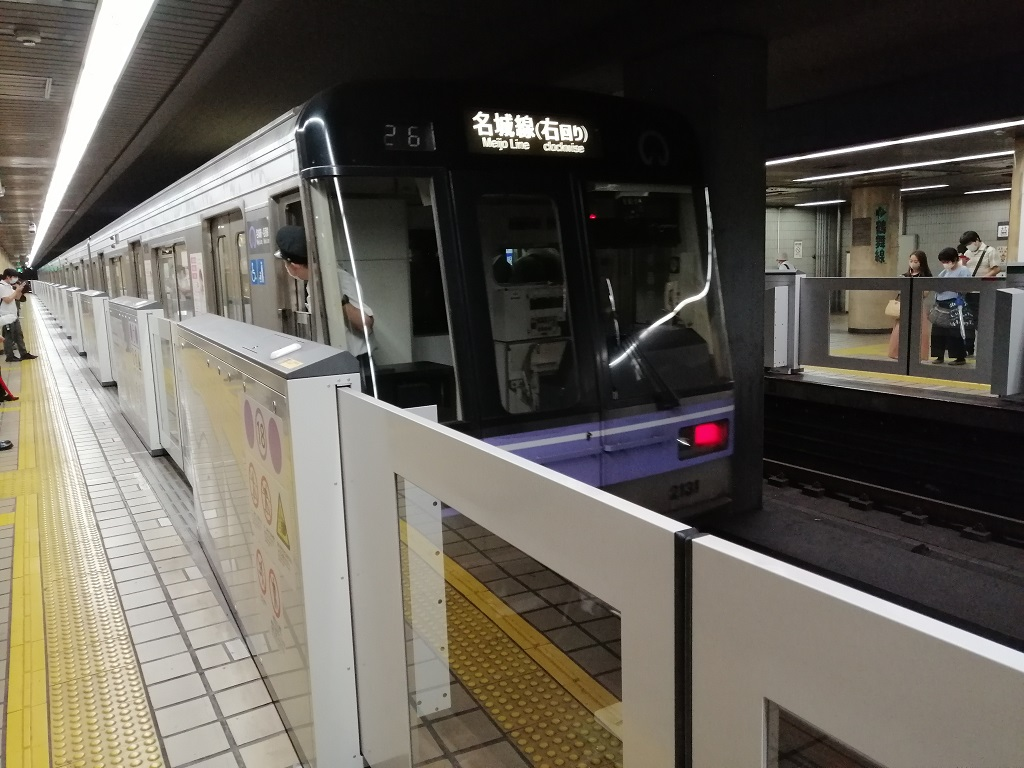
上前津駅の可動式ホーム柵

### 路線データ
- 路線距離（営業キロ）：全長 26.4 km
  - 2号線：大曽根 - 栄 - 金山間 8.9 km
（2号線全線大曽根 - 栄 - 金山 - 名古屋港間は14.9 km）
  - 4号線：大曽根 - 名古屋大学 - 金山間 17.5 km
- 軌間：1435mm
- 駅数：28駅
- 複線区間：全線
- 電化区間：全線（直流600V・第三軌条方式）
- 閉塞方式：車内信号式
- 最高速度：65 km/h[2]
- 1編成の両数：6両
- ホーム最大対応両数：6両

## 歴史

### 年表
- 1965年（昭和40年）10月15日：2号線市役所駅（現在の名古屋城駅） - 栄町駅（現在の栄駅）間 (1.3 km) 開業[4][20]。1000形系列電車営業運転開始。
- 1966年（昭和41年）6月1日：2号線栄町駅を栄駅に改称。
- 1967年（昭和42年）3月30日：2号線栄駅 - 金山駅間 (3.0 km) 開業[4]。これに合わせて3両編成化[21]。
- 1969年（昭和44年）4月25日：2号線の愛称を名城線と決定[22]。5月1日から使用開始。愛称決定までは1号線（現・東山線）の東西線に対して、「南北線」と呼称する場合もあった。
- 1971年（昭和46年）
  - 3月29日：名城線金山駅 - 名古屋港駅間 (6.0 km) 開業[4][23]。これに合わせて4両編成化[21]。
  - 12月20日：名城線大曽根駅 - 市役所駅間 (4.6 km) 開業（2号線全線開業）[4]。
- 1974年（昭和49年）3月30日：4号線新瑞橋駅 - 金山駅間 (5.7 km) 開業[4][24]。これに合わせて5両編成化[25]。
- 1989年（平成元年）
  - 6月10日：2000形電車営業運転開始[26]。
  - 9月10日：名城線市役所駅 - 栄駅間に久屋大通駅開業。同日開業した桜通線との乗換駅。
- 1990年（平成2年）6月：1000形系列電車廃車開始。
- 1999年（平成11年）12月7日：LED式発車標を全駅に設置[27]。
- 2000年（平成12年）
  - 1月19日：4号線大曽根駅 - 砂田橋駅間 (1.7 km) 開業[28][注釈 11]。
  - 3月31日：1000形系列電車営業運転終了[29]。
- 2003年（平成15年）
  - 2月7日：電車緊急停止ボタンが全駅に設置される[30]。
  - 12月13日：4号線砂田橋駅 - 名古屋大学駅間 (4.5 km) 開業[31][32][注釈 11]。
- 2004年（平成16年）10月6日：4号線新瑞橋駅 - 名古屋大学駅間 (5.6 km) 開業[5][6]。これにより、2号線と4号線を併せた環状線の愛称を名城線、分岐線となった金山駅 - 名古屋港駅間の愛称を名港線とする[33][6]。
- 2005年（平成17年）10月6日：全駅で列車到着前の接近チャイムに代わり関東地方で使用されている発車メロディと同じメロディを接近メロディとして導入。
- 2007年（平成19年）3月19日：全駅の接近メロディをJR東日本の発車メロディと同じメロディからオリジナルのものに変更。
- 2009年（平成21年）3月18日：全駅のLED式発車標で「先発」「次発」の表示に代わり発車時刻を表示。
- 2016年（平成28年）7月4日：平日の始発から午前9時まで女性専用車両を導入[34][35]。
- 2019年（令和元年）11月5日[36]：黒川駅を皮切りに発車標をLED式からLCD式に更新（名港線も含め、12月5日までに全34駅で切り替え完了）[37]。あわせて名古屋市営地下鉄では初となる音声合成ならびに英語による接近放送も開始。名城線・名港線のホーム、改札口に設置されているLCD発車標

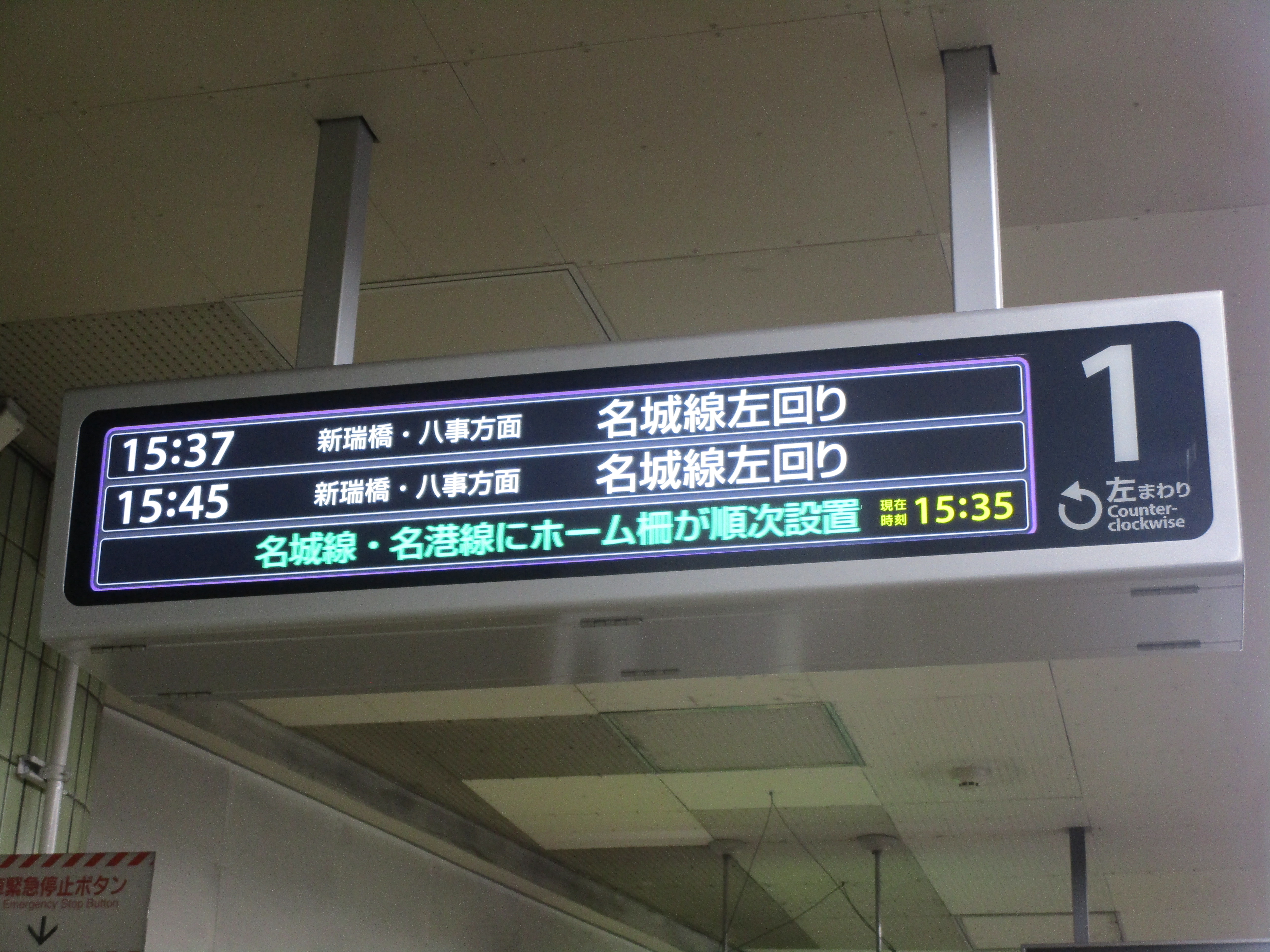
名城線・名港線のホーム、改札口に設置されているLCD発車標

- 2020年（令和2年）
  - 5月23日：ダイヤ改正[38]。ATOによる自動運転開始。所要時間が長くなり、1周が50分→1時間となった。
  - 5月25日：名港線名古屋港駅を皮切りに、名城・名港線各駅に順次可動式ホーム柵を設置[39]。
  - 7月5日：金山駅で名城線初の可動式ホーム柵が稼働[14]。
- 2021年（令和3年）
  - 3月15日：西高蔵駅の可動式ホームドアが稼働し、名城・名港線全駅で可動式ホームドアが稼働[15]。
  - 7月1日：ナゴヤドーム前矢田駅 - 本山駅 - 金山駅間でワンマン運転開始[17]。
  - 11月28日 - ：名港線築地口駅を皮切りに、1番乗降口と18番乗降口に限定した段差・隙間解消工事を実施（名城線も含め、2022年6月30日までに全34駅で工事完了）[40]。
- 2022年（令和4年）
  - 7月1日：金山駅 - 栄駅 - ナゴヤドーム前矢田駅間でもワンマン運転開始[17]。全線がワンマン運転となる[18]。
  - 7月4日 - ：残る2番から17番乗降口にて段差・隙間解消工事を実施予定[41]。
- 2023年（令和5年）
  - 1月4日：市役所駅を名古屋城駅、伝馬町駅を熱田神宮伝馬町駅、神宮西駅を熱田神宮西駅に改称[42][43]。
  - 4月1日：組織改正により名古屋大学管区駅が廃止され、名城線南部駅務区金山管区駅と北部駅務区栄管区駅に振り分けられた。[44]。
- 2025年（令和7年）
  - 9月29日：平日のみダイヤ改正予定。環状運転中の行き先変更駅も見直し（例、左回り→名古屋港行きへの変更は新瑞橋駅から砂田橋駅に変更）

## 運行形態
名城線では、運転方向の案内に他の日本の環状鉄道路線で一般的な「外回り」「内回り」ではなく、「右回り (clockwise)」「左回り (counterclockwise)」という表現が使われている。これは、電車が右側通行であるか左側通行であるか国や地域によって異なるため、「外回り」「内回り」では逆方向に受け取られるおそれがあることと、走っている電車の位置が見えないトンネル内では、内、外という区別はふさわしくないとの交通局の判断 や、路線図上も「右回り」「左回り」のほうが直感的でわかりやすいとするユニバーサルデザインの考え方に則ったもので、従来名古屋市交通局において、循環運転を行う市バスで用いられてきた表現を踏襲したものとなっている（上社11号、新瑞13号系統など）。環状運転の列車については全駅の発車標や車両の方向幕には、「名城線（右回り）」「名城線（左回り）」と表示される。

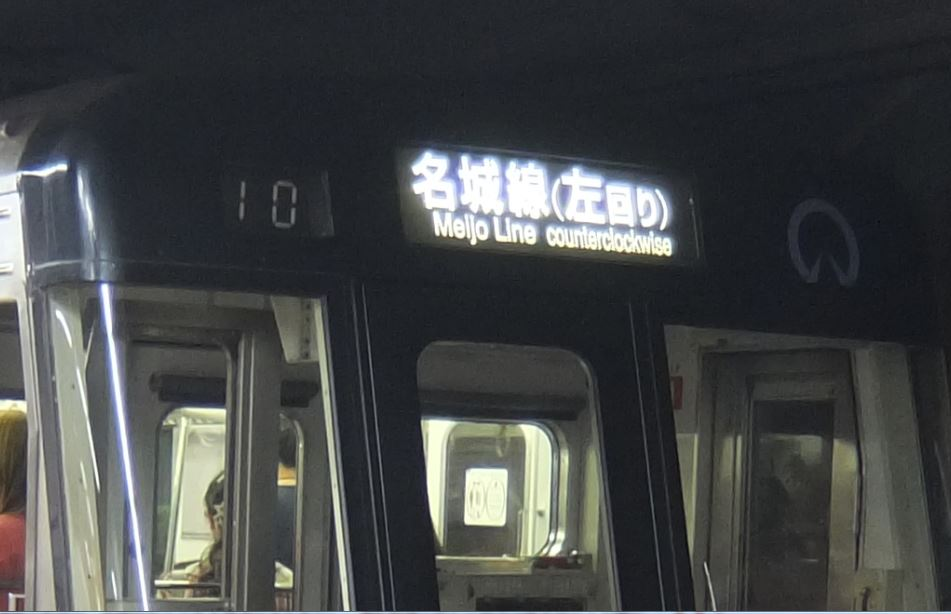
「左回り」前後幕
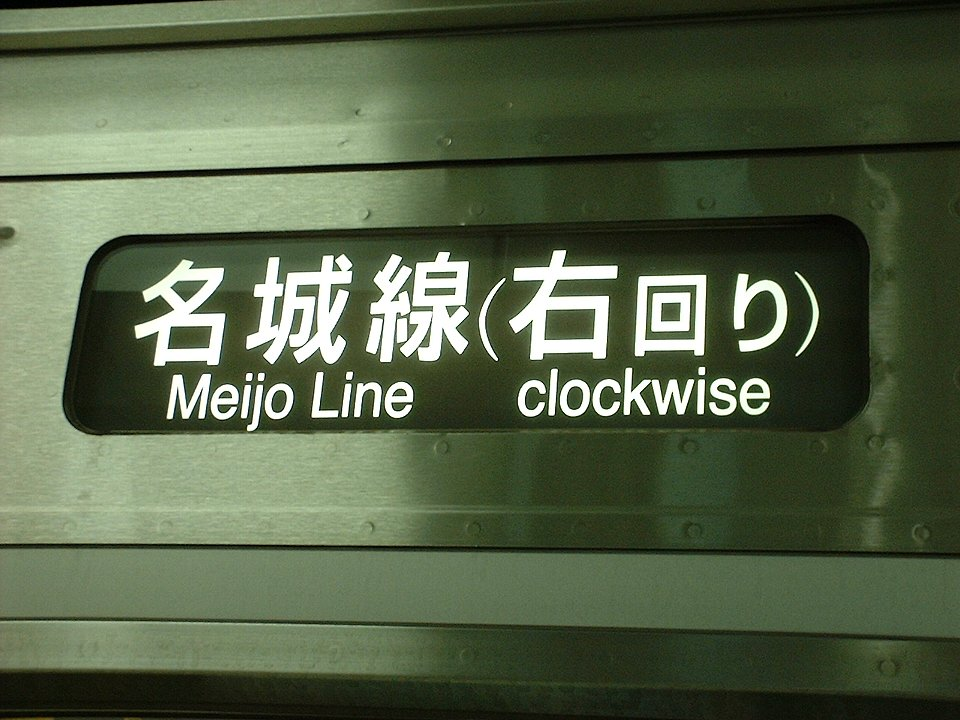
「右回り」方向幕

基本的な運行系統として、大曽根駅 - 名古屋大学駅 - 金山駅 - 栄駅 - 大曽根駅間の環状運転（右回り・左回り）と、名古屋港駅 - 金山駅 - 大曽根駅・ナゴヤドーム前矢田駅間で名港線直通列車が運転されている（平日朝夕ラッシュなどには名古屋港発の右回り、左回りからの名古屋港行きもあり）。運転間隔の変わり目では両系統が入れ替わることもある。
環状運転の所要時間は深夜・早朝は1周48分、昼間時間帯は1周50分、ラッシュ時間帯で1周52分であったが、2020年5月23日のダイヤ改正以降は可動式ホーム柵の稼働準備に伴い、各駅の停車時間などが調整されて1周60分に延びた。
平日朝ラッシュ時の運転間隔は、2020年5月のダイヤ改正で、2.5分間隔だった金山駅 - 栄駅 - 大曽根駅間が3分間隔に、5分間隔だったそれ以外の区間は6分間隔になった。昼間時間帯は平日休日問わず、環状系統・名港線直通系統とも10分間隔であり、両系統が重なる金山駅 - 栄駅 - 大曽根駅間は5分間隔、環状系統のみとなる大曽根駅 - 名古屋大学駅 - 金山駅間は10分間隔で運行されている。後者は平日の昼間では上飯田線に次いで名古屋市営地下鉄で2番目に運行本数が少ない区間となっている。一方、早朝・夜間帯は名港線直通系統がなくなり、名港線が金山折り返し（名古屋港駅 - 金山駅間の名港線内運転）となるため、金山駅 - 栄駅 - 大曽根駅間も運行本数が少なくなる（環状運転のみ概ね10分間隔で運行）。また、深夜時間帯の大曽根方面からの左回りでは、名港工場への入庫のため名古屋港行きが連続するなど、環状運転の列車との交互運転とならない場合もある。なお、環状化以前の日中は金山駅 - 栄駅 - 大曽根駅間では新瑞橋方面の系統と名港線直通系統が重なって4分間隔、大曽根駅 - 名古屋大学駅間および新瑞橋駅 - 金山駅間は8分間隔であった。また、名港線直通系統が走らない時間帯の新瑞橋行きの行先表示は「新瑞橋（名古屋港行金山接続）」となっていた。平日夕ラッシュ時は概ね7分間隔（運行経路が重複する金山駅 - 栄駅 - 大曽根駅では半分の約3分30秒間隔となる）で運転されており、名港線直通で名古屋港駅 - 金山駅 - （名城線一周） - 金山駅 - 大曽根駅（一部列車は出入庫のためナゴヤドーム前矢田駅発着）という逆6の字の経路で運行されている。
深夜帯のみ金山止まり、新瑞橋止まり、瑞穂運動場東止まり、名古屋大学止まりの運用がある。ラッシュ終了時や深夜帯に環状運転していた列車が途中駅止まりに変更になる場合、方向幕などの案内表示は原則として終点になる駅の次の連動駅で変更される。例えば、「名城線右回り」として運転されていた列車が「大曽根行き」に変更される場合には、ナゴヤドーム前矢田にて案内表示が大曽根行きに切り替わる。このため、ナゴヤドーム前矢田や本山では誤乗を防ぐため、ホームに注意書きが掲示されている。
野球や名古屋ウィメンズマラソンなど、バンテリンドーム ナゴヤでイベントがある場合、20時頃までは大曽根発着の系統をナゴヤドーム前矢田まで臨時に延長し、それ以降の夜間帯は通常の列車の合間に臨時列車を入れて対応している（主に名港線内折り返し列車を臨時に名城線ナゴヤドーム前矢田駅まで区間延長）。定期列車には変更はない。
試合終了後の臨時列車の運行開始時間を決めるため、野球開催中は交通局の職員がナゴヤドームに出向き、試合の状況を携帯電話で随時連絡している。
正月三が日は2011年まで臨時ダイヤで運行となり、名港線は基本的に金山折り返し、名城線の環状運転（環状運転前は新瑞橋発着）が増発されていたが、晩年はおよそ12 - 14時台のみこの形態となるなど、限られたものとなり、2012年以降は通常の土曜・休日ダイヤで運行されている。
大晦日の終夜運転は2009年大晦日以降は30分間隔で運行されている。環状運転開始前の2003年大晦日までは20分間隔、環状運転開始後の2004年大晦日からは25分間隔となった。25分間隔となった理由は、1周が約50分のため、ちょうど片道2編成で運行することができるからである。2009年大晦日からは、停車時間を調整することにより30分間隔で運行している。終夜運転時は名城線は環状運転のみとなり、名港線は金山折り返しのみが運転される。
大晦日の終夜運転時および車両故障などのトラブル発生時には当該列車をナゴヤドーム前矢田駅で大幸車庫に回送し、車両交換を行う場合がある。その場合、当該列車の乗客は一旦ナゴヤドーム前矢田駅でホームに下車し、大幸車庫から入線する別の列車に乗り換えることとなる。
なお、運転士は1周ごとに名城線運転区のある金山駅で交代するが、場合によっては大曽根駅やナゴヤドーム前矢田駅で交代する場合がある。
大曽根駅で終点となる列車は通常ナゴヤドーム前矢田寄りの引き上げ線に入ってそのまま栄・金山方面へ折り返すが、折り返さずにナゴヤドーム前矢田駅（大幸車庫）へ回送され、大幸車庫から回送されてきた別の列車に交換することもある。
栄駅 - 大曽根駅は名鉄瀬戸線も通っている。名城線は北へ迂回しているため名鉄より所要時間が長いが、運賃（料金）は10円安い。運行本数は基本的に名鉄（急行・準急・普通）より多い。
金山駅 - 大曽根駅はJR中央本線も通っている。名城線は両回りとも大きく迂回する形になっており駅数も多いために運賃や所要時間はJRの方が圧倒的に有利である。運行本数は基本的にJR（快速・普通）より多い。
妙音通駅 - 金山駅は名鉄名古屋本線と並行するような形になっている（名鉄は呼続駅）。金山駅以外は直接の乗換駅ではないが、西高蔵駅を除いて徒歩連絡が可能である。所要時間や運賃は名鉄（普通列車の場合）の方が有利である。

## 沿線概況
名城線を金山駅から右回りの順に見ていくと金山駅 - 東別院駅間は大津通より西側を通り、東別院からは大津通の東側に変わる。東別院駅 - 矢場町駅間は前津通、矢場町駅 - 名古屋城駅付近は久屋大通の下を通る。名古屋城駅付近では大津通の下を通り、名城公園駅付近で少し西に逸れ、そのまま北へ向かう。名城公園駅を過ぎると進路を東寄りに変え、名古屋市道名古屋環状線の下を通り、大曽根駅を過ぎると名古屋ガイドウェイバスガイドウェイバス志段味線と平行になり、ナゴヤドームの横を通る。砂田橋駅を過ぎると進路をやや南寄りに変え、尾張丘陵（東山丘陵・八事丘陵）の住宅地の下を通り、本山駅 - 瑞穂運動場東駅間は山手グリーンロードの下を通る。この辺りは地形の起伏が激しく、名古屋高速2号東山線が東山トンネルで当線と交差し、名古屋市でもかなり深い位置にホームがあってコンコースまでの道のりが長い駅が多い。名古屋大学駅付近は名古屋大学のキャンパス内の地下を通っており、全国的にも珍しい。新瑞橋駅から堀田駅を過ぎるまでは西寄りに進路を取り、愛知県道221号岩崎名古屋線の下、堀田駅 - 熱田神宮伝馬町駅間は国道1号の下を通る。熱田神宮伝馬町駅を過ぎると進路を北寄りに変え、伏見通（国道19号と国道22号の重複区間）の下を通り、熱田神宮の西側を通って金山駅に戻る。金山駅では名城線の電車は外側線に入り、名港線と合流してそのまま栄・大曽根方面に向かう。

## 車両
名港線と共通で運用されている。また、名城線・名港線は上飯田線と同様に、LED式方向幕を搭載した車両は走っていない。また、名古屋市営地下鉄の他路線については2003年から新型車両が導入されているが、名城線・名港線については1989年に2000形を導入して以来、新型車両が導入されていない。黄電（1000形・1100形・1200形）の運用終了後は名古屋市営地下鉄で唯一完全に1形式のみで運行している。内装についても、客用ドア上部に千鳥配置で車内案内表示装置（ハッチービジョン）が設置された車両はないが、一部車両はLED式からLCD式に更新されている。

### 現用車両

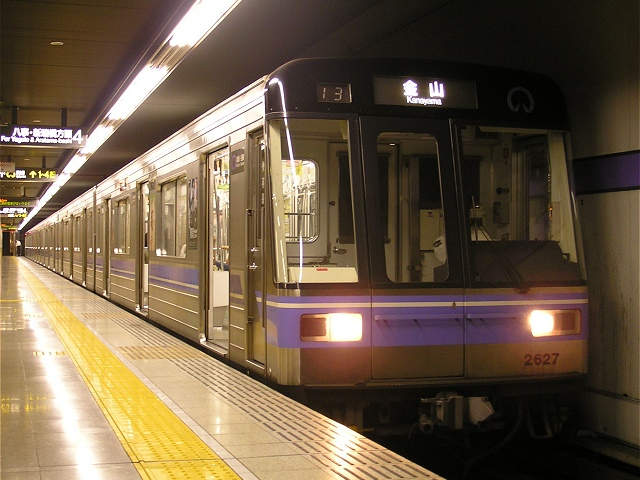
2000形

- 2000形

### 過去の車両
- 1000形・1100形・1200形

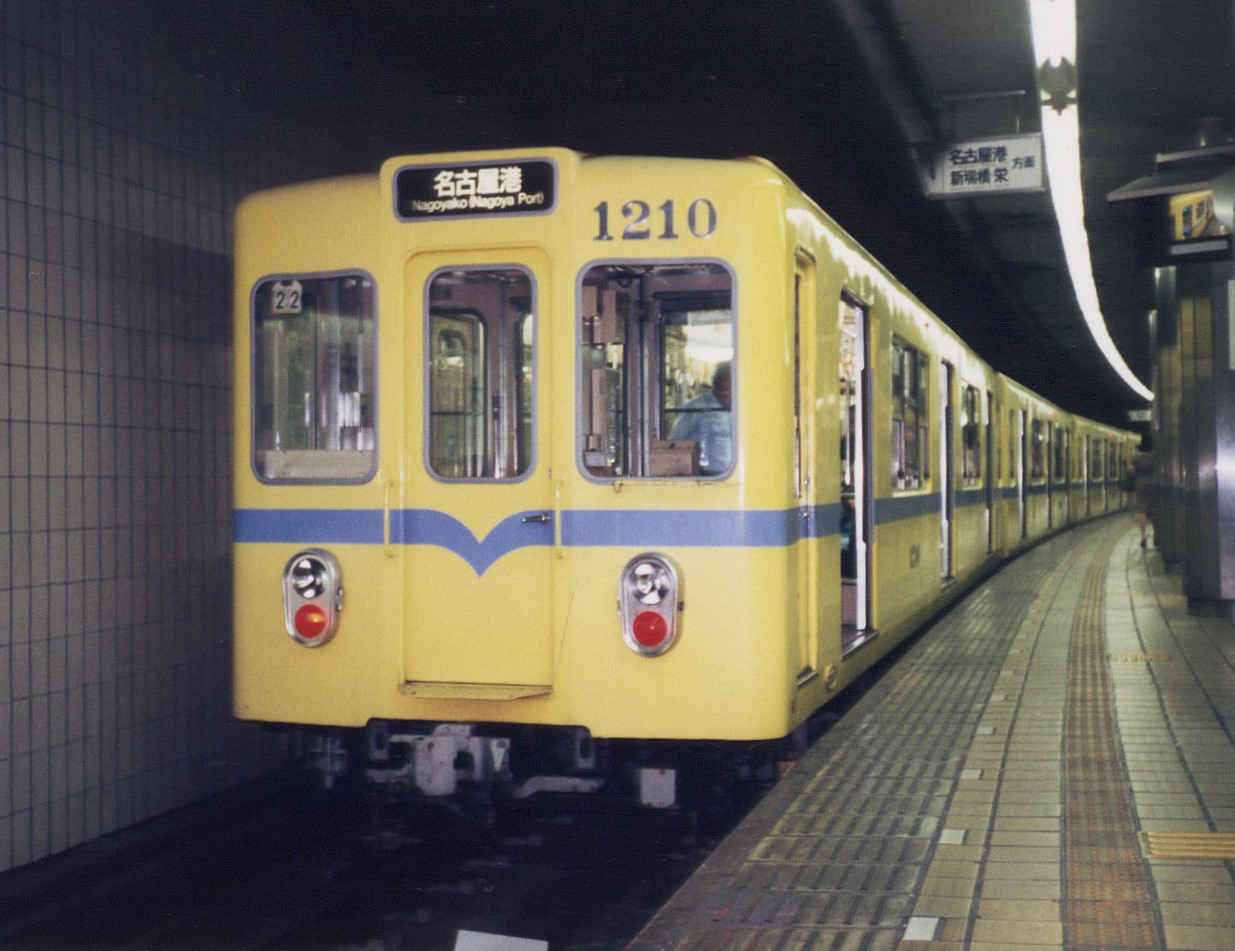
1200形

### ドラゴンズ・トレイン

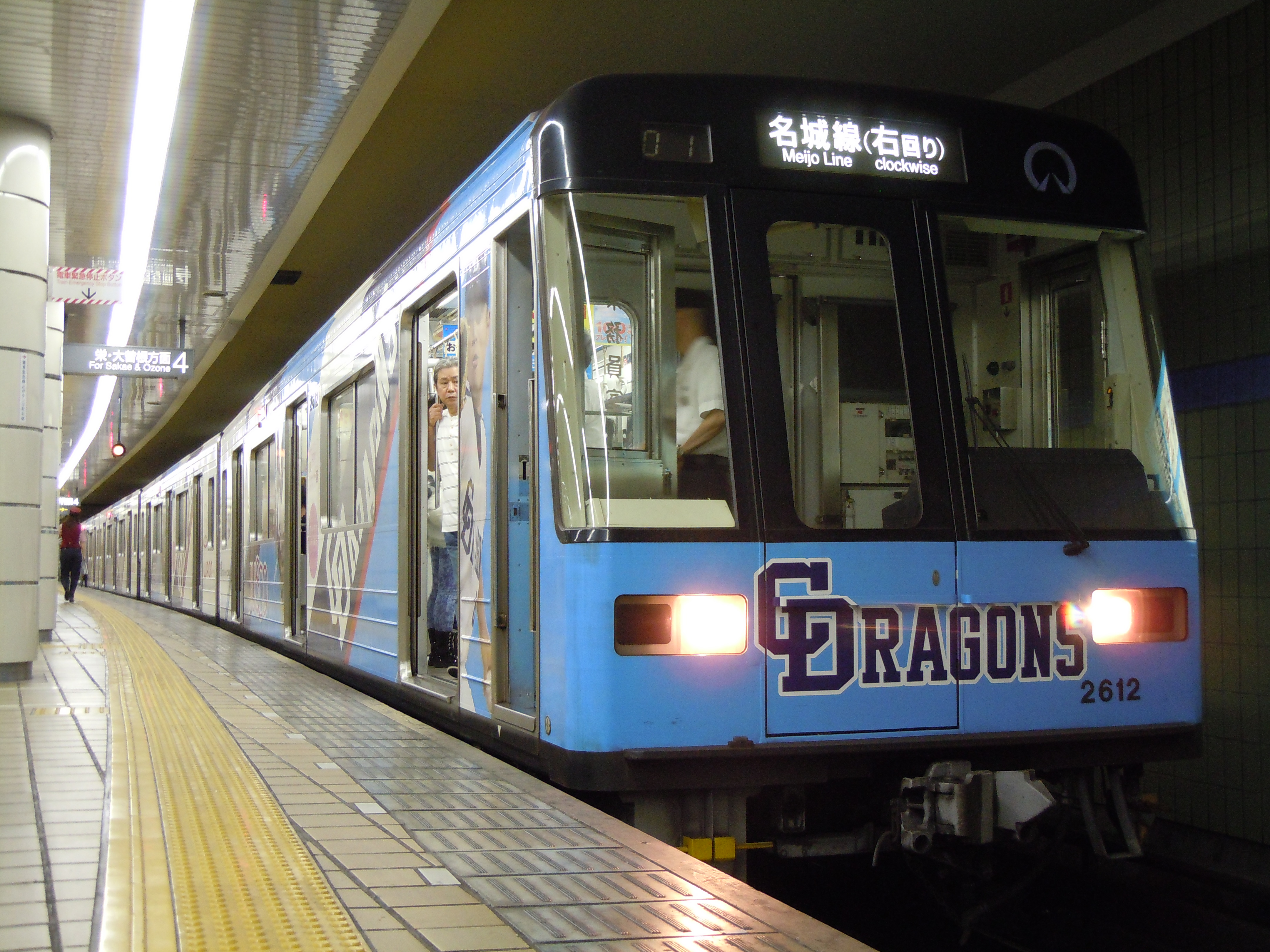
かつて運行されていたドラゴンズ・トレイン（2010年7月11日、金山駅）

ナゴヤドーム（現・バンテリンドーム ナゴヤ）を本拠地とするプロ野球球団中日ドラゴンズやイオンおよび中日新聞社との協力により、2006年から「ドラゴンズ・トレイン」という企画電車が同線を走っていた。同線が選ばれたのは沿線にナゴヤドーム（現・バンテリンドーム ナゴヤ）があるためであり、「右回り」「左回り」の両方向で運行していた。
毎年、シーズン開幕とほぼ同時に運行がスタートし、通常はシーズン終了と同時にドラゴンズ・トレインの運行も終了するが、中日ドラゴンズの成績次第では、クライマックスシリーズや日本シリーズの時期まで運行が延長される場合もあった。
毎年運行初日から4月中旬頃までは、パソコン向けの交通局公式サイトにてPDF版の時刻表が提供されていた。ドラゴンズ・トレインは車両に写真を印刷した特殊なシールを貼り付けているため、シール作製等のコストに膨大な費用が費やされることもあって、基本的には1日1編成のみの運行となる。そのため、PDF版時刻表の提供終了後は、乗車できる機会が少なくなる。ドラゴンズ・トレインは車両へのラッピング及び車内の装飾がメインであるが、2009年シーズンまで中日ドラゴンズの選手会長を務めた荒木雅博選手のアナウンスを車内に流していた時もあった。
なお、「ドラゴンズ・トレイン」は2012年から行われていないが、ナゴヤドーム前矢田駅の東改札口から1番出入り口に通じる通路の壁に中日ドラゴンズの選手や監督の写真などを貼り出す「ドラゴンズロード」は毎年行われている。

### 女性専用車両
2016年（平成28年）7月4日より、平日の始発から午前9時まで女性専用車両を導入している。東山線とは異なり、駅での列車接近時の自動放送では女性専用車両の案内はない。

## 駅一覧
- 全駅愛知県名古屋市内に所在。
- 金山駅から右回り方向に記述する。 
  - 右回り：金山駅→栄駅→大曽根駅→本山駅→八事駅→新瑞橋駅→金山駅方面
  - 左回り：金山駅→新瑞橋駅→八事駅→本山駅→大曽根駅→栄駅→金山駅方面
- 八事駅 - 総合リハビリセンター駅間でわずかに天白区を通っており、八事駅の出口・駅設備の一部も天白区に跨っている。

| 正式路線名                           | 駅番号                 | 駅名                        | 駅間 キロ | 営業 キロ                                                                  | 接続路線・備考 | 所在地 |
| ------------------------------------ | ---------------------- | --------------------------- | --------- | -------------------------------------------------------------------------- | --- | ------ |
| 栄方面から 名港線 名古屋港駅まで直通 |                        |                             |           |                                                                            | |        |
| ２号線                               | M01                    | 金山駅                      | -         | 0.0                                                                        | 名古屋市営地下鉄： 名港線 (E01)（直通運転あり） 東海旅客鉄道：CA 東海道本線 (CA66)・CF 中央本線 (CF01) 名古屋鉄道：NH 名古屋本線 (NH34)  | 中区   |
| ２号線                               | M02                    | 東別院駅                    | 0.7       | 0.7                                                                        | | 中区   |
| ２号線                               | M03                    | 上前津駅                    | 0.9       | 1.6                                                                        | 名古屋市営地下鉄： 鶴舞線 (T09) | 中区   |
| ２号線                               | M04                    | 矢場町駅                    | 0.7       | 2.3                                                                        | | 中区   |
| ２号線                               | M05                    | 栄駅                        | 0.7       | 3.0                                                                        | 名古屋市営地下鉄： 東山線 (H10) 名古屋鉄道：ST 瀬戸線 (栄町駅:ST01)                                                                      | 中区   |
| ２号線                               | M06                    | 久屋大通駅                  | 0.4       | 3.4                                                                        | 名古屋市営地下鉄： 桜通線 (S05) | 中区   |
| ２号線                               | M07                    | 名古屋城駅 （市役所・県庁） | 0.9       | 4.3                                                                        | | 中区   |
| ２号線                               | M08                    | 名城公園駅                  | 1.1       | 5.4                                                                        | | 北区   |
| ２号線                               | M09                    | 黒川駅                      | 1.0       | 6.4                                                                        | | 北区   |
| ２号線                               | M10                    | 志賀本通駅                  | 1.0       | 7.4                                                                        | | 北区   |
| ２号線                               | M11                    | 平安通駅                    | 0.8       | 8.2                                                                        | 名古屋市営地下鉄： 上飯田線 (K02) | 北区   |
| ２号線                               | M12                    | 大曽根駅                    | 0.7       | 8.9                                                                        | 東海旅客鉄道：CF 中央本線 (CF04) 名古屋鉄道：ST 瀬戸線 (ST06) 名古屋ガイドウェイバス：ガイドウェイバス志段味線（ゆとりーとライン） (Y01) | 北区   |
| ４号線                               | M12                    | 大曽根駅                    | 0.7       | 8.9                                                                        | 東海旅客鉄道：CF 中央本線 (CF04) 名古屋鉄道：ST 瀬戸線 (ST06) 名古屋ガイドウェイバス：ガイドウェイバス志段味線（ゆとりーとライン） (Y01) | 北区   |
| M13                                  | ナゴヤドーム前矢田駅   | 0.8                         | 9.7       | 名古屋ガイドウェイバス：ガイドウェイバス志段味線（ゆとりーとライン） (Y02) | 東区 |        |
| M14                                  | 砂田橋駅               | 0.9                         | 10.6      | 名古屋ガイドウェイバス：ガイドウェイバス志段味線（ゆとりーとライン） (Y03) | 東区 |        |
| M15                                  | 茶屋ヶ坂駅             | 0.9                         | 11.5      |                                                                            | 千種区 |        |
| M16                                  | 自由ヶ丘駅             | 1.2                         | 12.7      |                                                                            | 千種区 |        |
| M17                                  | 本山駅                 | 1.4                         | 14.1      | 名古屋市営地下鉄： 東山線 (H16)                                            | 千種区 |        |
| M18                                  | 名古屋大学駅           | 1.0                         | 15.1      |                                                                            | 千種区 |        |
| M19                                  | 八事日赤駅             | 1.1                         | 16.2      |                                                                            | 昭和区 |        |
| M20                                  | 八事駅                 | 1.0                         | 17.2      | 名古屋市営地下鉄： 鶴舞線 (T15)                                            | 昭和区 |        |
| M21                                  | 総合リハビリセンター駅 | 1.3                         | 18.5      |                                                                            | 瑞穂区 |        |
| M22                                  | 瑞穂運動場東駅         | 1.0                         | 19.5      |                                                                            | 瑞穂区 |        |
| M23                                  | 新瑞橋駅               | 1.2                         | 20.7      | 名古屋市営地下鉄： 桜通線 (S14)                                            | 瑞穂区 |        |
| M24                                  | 妙音通駅               | 0.7                         | 21.4      |                                                                            | 瑞穂区 |        |
| M25                                  | 堀田駅                 | 0.8                         | 22.2      |                                                                            | 瑞穂区 |        |
| M26                                  | 熱田神宮伝馬町駅       | 1.2                         | 23.4      |                                                                            | 熱田区 |        |
| M27                                  | 熱田神宮西駅           | 1.0                         | 24.4      |                                                                            | 熱田区 |        |
| M28                                  | 西高蔵駅               | 0.9                         | 25.3      |                                                                            | 熱田区 |        |
| M01                                  | 金山駅                 | 1.1                         | 26.4      | 本表の最上欄を参照                                                         | 中区 |        |

- 駅番号順に記述しているが、正式な起点は2号線・4号線とも大曽根駅。
- ナゴヤドーム前矢田駅は、駅名標等では「ナゴヤドーム前 矢田（駅）」と間を空けて表記されている。

## 利用状況
名港線への直通列車も走る金山駅 - 大曽根駅の内、金山駅 - 栄駅はほぼ終日混雑している。野球などナゴヤドームでイベントが開催されるときはナゴヤドーム前矢田駅までは混雑するが環状運転のみの区間は桜通線とJR・名鉄を結ぶ新瑞橋駅 - 金山駅をのぞいて通常それほど混雑しない。初詣期間や熱田まつりの開催日は熱田神宮伝馬町駅や熱田神宮西駅近辺の混雑が激しくなる。
砂田橋駅 - 八事駅間の沿線には、大学や高校が多く点在する。特に名古屋大学・中京大学・南山大学は名城線開業まで市バスまたは地下鉄東山線か地下鉄鶴舞線しか交通手段がなかったが、開業後は市内各所から各大学へのアクセスが改善された。鶴舞線沿線ではあるが、名城大学へも名古屋大学駅 - 新瑞橋駅間の開業で大きく改善されている。また、2007年には、名古屋学院大学が名城線西高蔵駅と名港線日比野駅の間付近に移転、2014年には、愛知学院大学の名城公園キャンパスが名城公園駅付近に開校した。
総務省の公共事業の需要予測調査で、当路線は1日の利用客数が2006年度実績で14万4,138人の予測の半分以下に留まって大幅に下回ったことから、予測精度など改善をするように勧告が出されることになった。
名古屋市営地下鉄名城線・名港線の年度別の輸送実績を下表に記す。2003年度（平成15年度）まではすべて大曽根 - 名古屋港間14.9kmの数値である。表中、最高値を赤色で、最低値を緑色で表記している。
| 年度                | 年間 輸送人員 （千人） | 一日平均 輸送人員 （人） | 輸送人キロ （千人キロ） | 最混雑区間 乗車率 (%) | 輸送密度 （人/日） | 特記事項                     |
| ------------------- | ---------------------- | ------------------------ | ----------------------- | --------------------- | ------------------ | ---------------------------- |
| 1975年（昭和50年）  |                        | 292,493                  |                         | 205                   |                    |                              |
| 1976年（昭和51年）  |                        |                          |                         |                       |                    |                              |
| 1977年（昭和52年）  |                        |                          |                         |                       |                    |                              |
| 1978年（昭和53年）  |                        |                          |                         |                       |                    |                              |
| 1979年（昭和54年）  |                        |                          |                         |                       |                    |                              |
| 1980年（昭和55年）  |                        | 322,945                  |                         | 218                   |                    |                              |
| 1981年（昭和56年）  |                        |                          |                         |                       |                    |                              |
| 1982年（昭和57年）  |                        |                          |                         |                       |                    |                              |
| 1983年（昭和58年）  |                        |                          |                         |                       |                    |                              |
| 1984年（昭和59年）  |                        |                          |                         |                       |                    |                              |
| 1985年（昭和60年）  |                        | 302,482                  |                         | 197                   |                    |                              |
| 1986年（昭和61年）  |                        |                          |                         |                       |                    |                              |
| 1987年（昭和62年）  |                        |                          |                         |                       |                    |                              |
| 1988年（昭和63年）  |                        |                          |                         |                       |                    |                              |
| 1989年（平成元年）  |                        |                          |                         |                       |                    | 久屋大通駅開業               |
| 1990年（平成2年）   | 120,496                | 330,126                  | 397,575                 | 218                   | 73,104             |                              |
| 1991年（平成3年）   | 126,964                |                          | 418,309                 |                       | 76,916             |                              |
| 1992年（平成4年）   | 125,762                |                          | 414,230                 |                       | 76,166             |                              |
| 1993年（平成5年）   | 125,102                | 342,745                  | 425,036                 |                       | 78,153             |                              |
| 1994年（平成6年）   | 121,857                | 333,855                  | 407,373                 |                       | 74,903             |                              |
| 1995年（平成7年）   | 121,086                | 330,836                  | 403,203                 | 178                   | 74,139             |                              |
| 1996年（平成8年）   | 118,980                | 325,973                  | 393,711                 |                       | 72,393             |                              |
| 1997年（平成9年）   | 121,563                | 333,049                  | 404,519                 |                       | 74,381             |                              |
| 1998年（平成10年）  | 119,344                | 326,970                  | 395,153                 |                       | 72,658             |                              |
| 1999年（平成11年）  | 117,686                | 322,427                  | 396,638                 | 162                   | 72,932             |                              |
| 2000年（平成12年）  | 114,809                | 314,548                  | 388,236                 | 159                   | 71,387             | 4号線大曽根 - 砂田橋開通     |
| 2001年（平成13年）  | 115,389                | 316,132                  | 401,382                 | 165                   | 73,804             |                              |
| 2002年（平成14年）  | 112,735                | 308,863                  | 381,481                 | 156                   | 70,145             |                              |
| 2003年（平成15年）  | 135,205                | 370,425                  | 477,424                 | 155                   | 87,727             | 4号線砂田橋 - 名古屋大学開通 |
| 2004年（平成16年）※ | 174,657                | 478,512                  | 601,076                 | 164                   | 50,827             | 4号線名古屋大学 - 新瑞橋開通 |
| 2005年（平成17年）  | 192,417                | 527,170                  | 708,807                 | 161                   | 59,936             |                              |
| 2006年（平成18年）  | 198,192                | 542,992                  | 724,792                 | 160                   | 61,288             |                              |
| 2007年（平成19年）  | 199,066                | 545,386                  | 733,674                 | 160                   | 62,039             |                              |
| 2008年（平成20年）  | 197,082                | 539,950                  | 732,797                 | 145                   | 61,965             |                              |
| 2009年（平成21年）  | 197,091                | 539,975                  | 727,356                 | 142                   | 61,505             |                              |
| 2010年（平成22年）  | 197,364                | 540,723                  | 731,039                 | 143                   | 61,816             |                              |
| 2011年（平成23年）  | 202,305                | 554,260                  | 749,492                 | 121                   | 63,377             |                              |
| 2012年（平成24年）  | 206,907                | 567,000                  |                         | 129                   |                    |                              |
| 2013年（平成25年）  | 213,622                | 585,000                  |                         | 127                   |                    |                              |
| 2014年（平成26年）  | 215,191                | 590,000                  |                         | 128                   |                    |                              |
| 2015年（平成27年）  | 221,413                | 605,000                  |                         | 130                   |                    |                              |
| 2016年（平成28年）  | 223,910                | 614,000                  |                         | 132                   |                    |                              |
| 2017年（平成29年）  | 226,216                | 620,000                  |                         | 135                   |                    |                              |
| 2018年（平成30年）  | 231,267                | 634,000                  |                         | 135                   |                    |                              |
| 2019年（令和元年）  |                        |                          |                         | 135                   |                    |                              |
| 2020年（令和2年）   |                        |                          |                         | 120                   |                    |                              |

- 平成15年度までは、2号線（大曽根 - 名古屋港）の数値。平成16年度以降は名城線（金山 - 金山）・名港線（金山 - 名古屋港）32.4kmの数値。

出典：
愛知県ホームページ 
- あいちの陸上交通（統計資料） 2007年4月1日 - ウェイバックマシン（2011年1月19日アーカイブ分）
- 陸上交通に関する統計 2011年3月9日 - ウェイバックマシン（2011年8月9日アーカイブ分）
- 陸上交通に関する統計 2015年3月31日
- 第8回愛知県累年統計表
- 愛知県統計年鑑 各年度版

国土交通省
- 最混雑区間における混雑率（令和元年度） (PDF) 
- 最混雑区間における混雑率（令和2年度） (PDF) 

## その他
- 開通を記念して1965年には川路英夫による「若いサブウェイ」という曲が発売された。
- 日本で2番目にCS-ATC（車内信号式ATC。無絶縁軌道回路によるものでは日本初）を採用した路線である（日本初は東海道新幹線）。
- 当初、名古屋鉄道（名鉄）の瀬戸線との相互直通運転の計画もあった[4][注釈 14]が不調に終わり、東山線と同じ規格で建設されたという経緯がある。
- 名城線の環状線の完成日と同じ2004年10月6日に、名古屋臨海高速鉄道あおなみ線の営業も開始されている。設立間もない時期には同鉄道の事務所が地下鉄金山駅直上の「金山総合ビル」内にあった。
- 金山駅北口の名古屋市交通局関連企業で、駅構内でDO!●●（●●は駅名）を展開する（株）名古屋交通開発機構が運営するテナントビル「LOOP金山」は環状地下鉄にちなんだ命名であったが、その後も市内各所で「LOOP」を含む屋号や店名が多く現れるなど名称として認知されていることがうかがえるものの、「LOOP金山郵便局」を除けば全て同ビルとの関連はない。

### 中日ドラゴンズの選手・監督によるCM・車内放送
名城線には中日ドラゴンズの本拠地・ナゴヤドーム（2021年からはネーミングライツによりバンテリンドーム ナゴヤ）の最寄り駅であるナゴヤドーム前矢田駅があることから、2000年の大曽根駅 - 砂田橋駅間の開業を告知するCMに当時中日に在籍していたプロ野球選手の岩瀬仁紀と福留孝介が出演し、同区間の出発式にも出席した。なお、大幸車庫の一部はナゴヤドームの下にある。
2008年には、当時選手会長を務めていた荒木雅博による車内放送が流された。
2022年5月1日から2023年3月31日までの間、ナゴヤドーム前矢田駅到着前に、立浪和義監督による「中日ドラゴンズの立浪です。バンテリンドーム ナゴヤはこちらです」という車内放送が流れる。